# 東吾妻町
東吾妻町（ひがしあがつままち）は、群馬県吾妻郡の町。「ハート形土偶」の出土地、また日本一短い鉄道トンネル（旧樽沢トンネル：2014年9月廃止）があったことで知られる。

## 地理

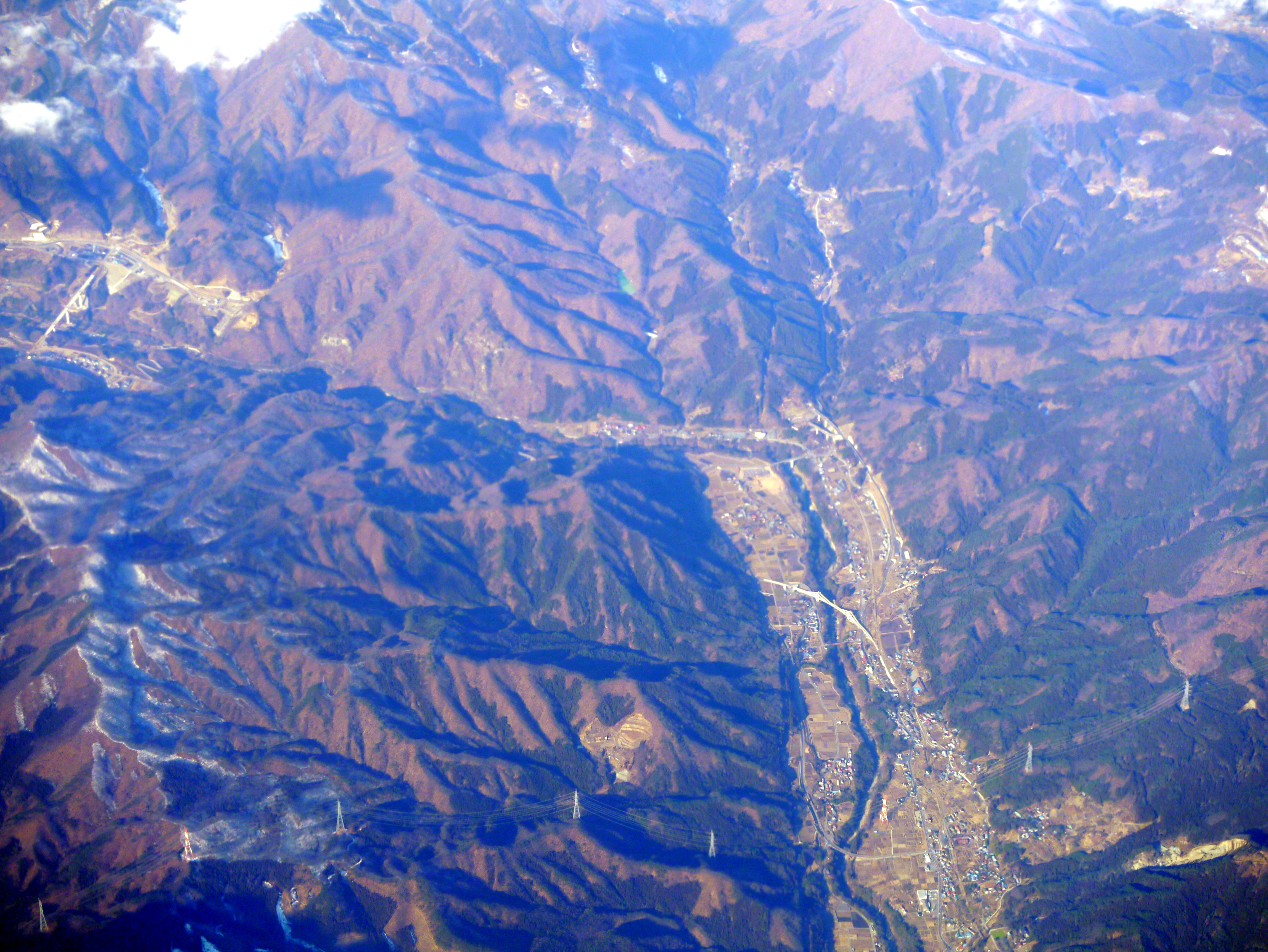
吾妻渓谷周辺

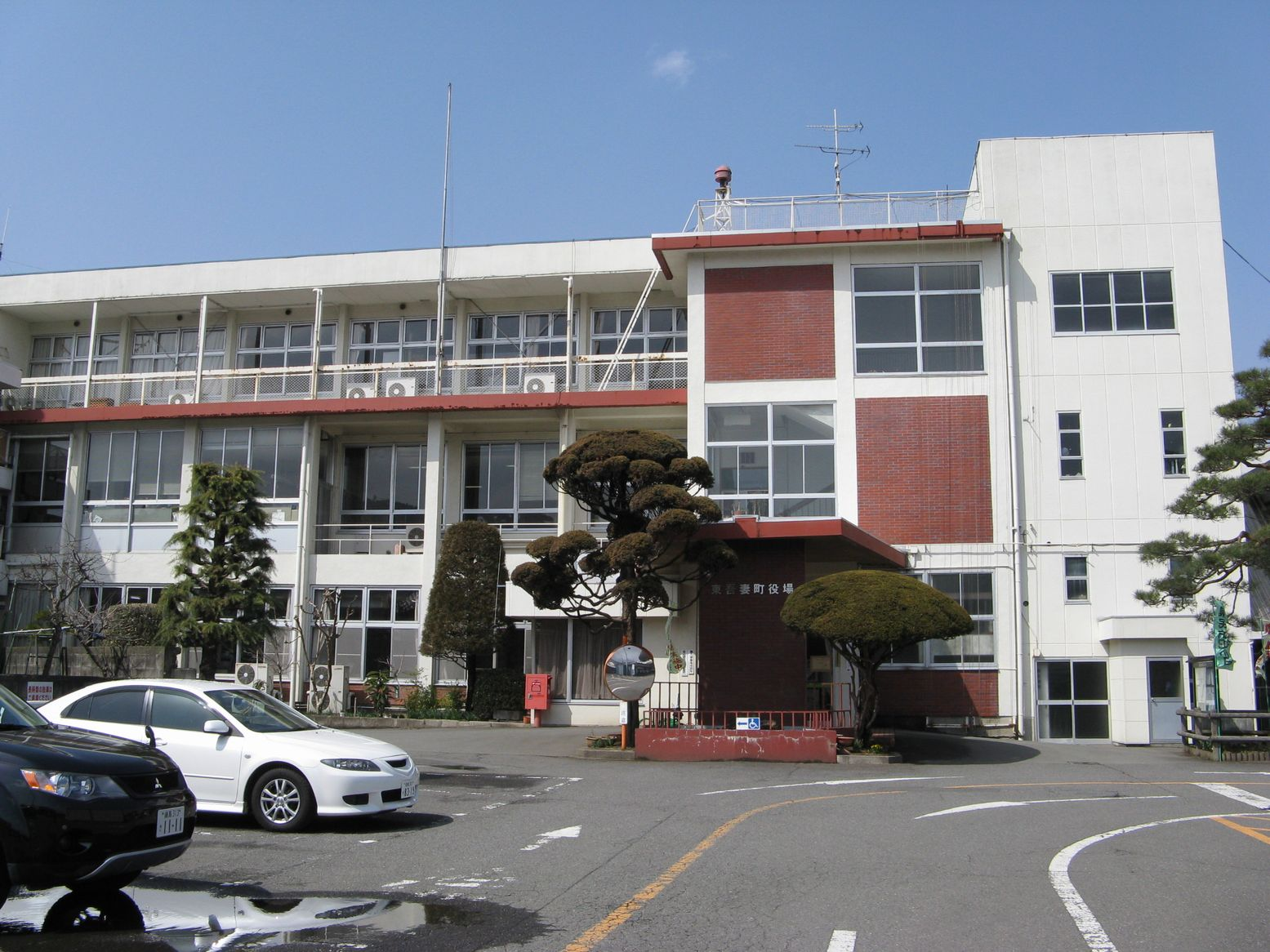
移転前の町役場

群馬県の北西部に位置し、周囲には岩櫃山や浅間隠山などの1,000m級の峰々が連なる。
- 山：岩櫃山、浅間隠山、菅峰、薬師岳、古賀良山、吾嬬山
- 川：吾妻川、沼尾川、温川、久々戸沢、石上沢、四万川（山田川）
- 湖：古賀良沼

### 隣接する自治体
- 高崎市
- 渋川市
- 吾妻郡：中之条町、長野原町

## 歴史
坂上地区の大字大戸には関所があった。この大戸の関所で講談などで知られる「国定忠治」が捕らえられ、磔に処された。

### 沿革

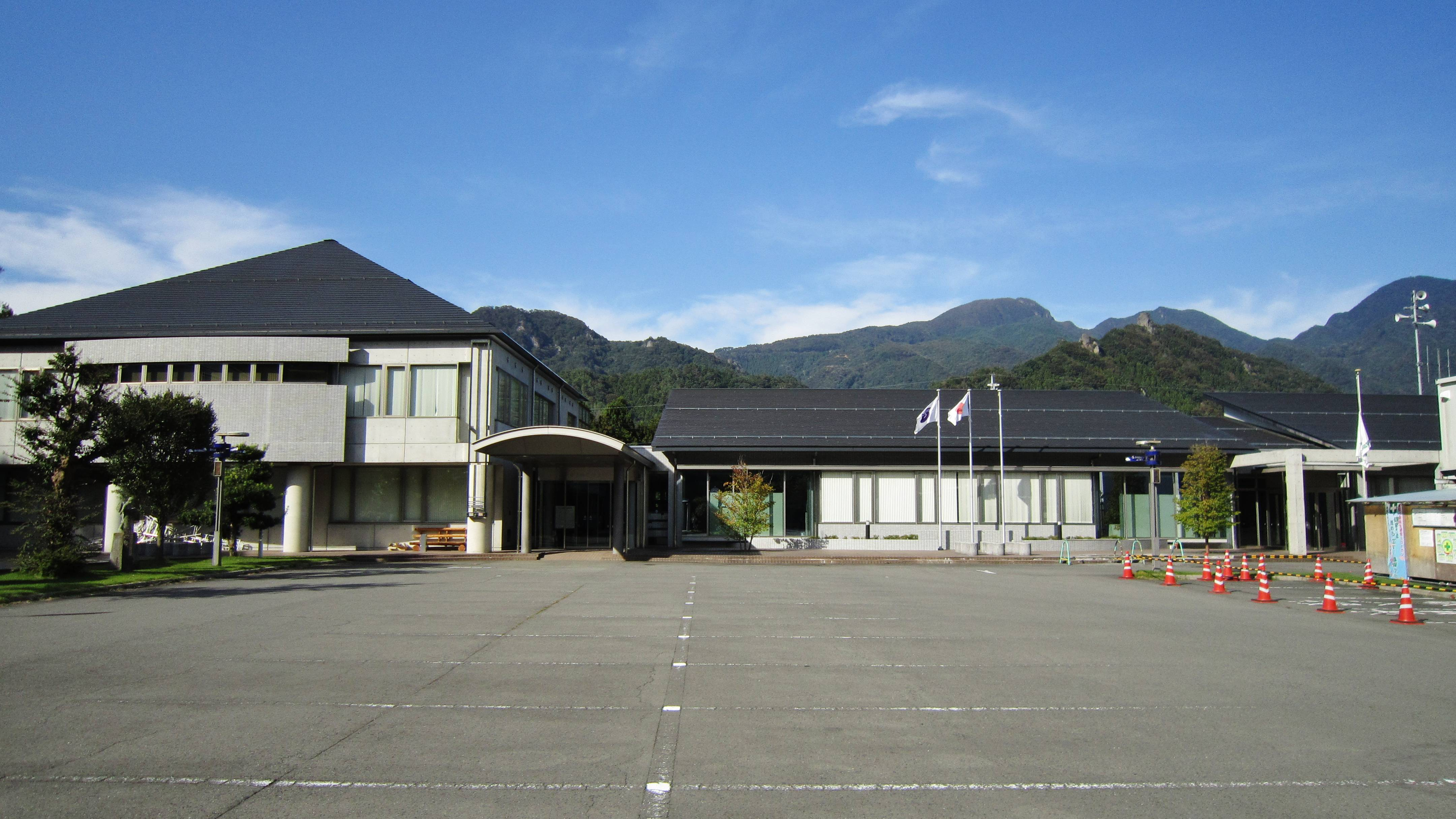
東支所（旧・東村役場）

- 2006年（平成18年）3月27日 - 吾妻郡吾妻町と東村が合併し発足。
- 2019年（平成31年）1月4日 - 町役場が東吾妻町大字原町594-3（北緯36度34分17秒 東経138度49分32秒 / 北緯36.57139度 東経138.82556度）から現在の場所に移転。温泉施設の建物を改修して利用し、城郭風の庁舎となった[2]。

## 人口
| |                                          |  |
| 東吾妻町と全国の年齢別人口分布（2005年） | 東吾妻町の年齢・男女別人口分布（2005年） |  |
| ■紫色 ― 東吾妻町 ■緑色 ― 日本全国 | ■青色 ― 男性 ■赤色 ― 女性                |  |
| 東吾妻町（に相当する地域）の人口の推移 \| 1970年（昭和45年） \| 20,801人 \| \| \| 1975年（昭和50年） \| 20,128人 \| \| \| 1980年（昭和55年） \| 19,975人 \| \| \| 1985年（昭和60年） \| 19,641人 \| \| \| 1990年（平成2年） \| 19,169人 \| \| \| 1995年（平成7年） \| 18,420人 \| \| \| 2000年（平成12年） \| 17,689人 \| \| \| 2005年（平成17年） \| 16,847人 \| \| \| 2010年（平成22年） \| 15,622人 \| \| \| 2015年（平成27年） \| 14,033人 \| \| \| 2020年（令和2年） \| 12,728人 \| \| |                                          |  |
| 総務省統計局 国勢調査より |                                          |  |
| 1970年（昭和45年） | 20,801人                                 |  |
| 1975年（昭和50年） | 20,128人                                 |  |
| 1980年（昭和55年） | 19,975人                                 |  |
| 1985年（昭和60年） | 19,641人                                 |  |
| 1990年（平成2年） | 19,169人                                 |  |
| 1995年（平成7年） | 18,420人                                 |  |
| 2000年（平成12年） | 17,689人                                 |  |
| 2005年（平成17年） | 16,847人                                 |  |
| 2010年（平成22年） | 15,622人                                 |  |
| 2015年（平成27年） | 14,033人                                 |  |
| 2020年（令和2年） | 12,728人                                 |  |

## 行政
- 町長：中澤恒喜（2010年4月23日就任、3期目）

### 衆議院
- 任期 ： 2024年（令和6年）10月27日 - 2028年（令和10年）10月26日（「第50回衆議院議員総選挙」参照）

| 選挙区 | 議員名   | 党派名     | 当選回数 | 備考   |
| --- | -------- | ---------- | -------- | ------ |
| 群馬県第5区（東吾妻町、渋川市、富岡市、安中市、高崎市〈旧群馬町・箕郷町・榛名町・倉渕村域〉、北群馬郡、甘楽郡、吾妻郡） | 小渕優子 | 自由民主党 | 9        | 選挙区 |

## 警察
- 吾妻警察署

## 消防
- 吾妻広域町村圏振興整備組合（吾妻郡東吾妻町・中之条町・草津町・長野原町・嬬恋村・高山村が加入）
  - 吾妻広域消防本部（吾妻郡東吾妻町大字植栗1174番地1）
  - 東部消防署（消防本部に同じ）

## 経済
- 農業と観光関連業が主産業である。
- 主な生産物はこんにゃく、水仙、みょうが。
- パナソニックの子会社のパナソニック ライフソリューションズ朝日、粘・接着製品のリンテック、大規模リゾート施設のコニファーいわびつ、関製作所、中越ドレスなどが主な企業。
- 岩島地区は麻の生産地として古くから知られる。天皇家の使用する麻は岩島地区の産品である。

## 姉妹都市・提携都市

### 姉妹都市
日本三美人の湯所在地自治体として提携
- 和歌山県田辺市

旧・龍神村と提携
- 島根県出雲市

旧・斐川町と提携

### 友好都市
- 東京都杉並区
- 北海道名寄市

旧・風連町と提携

## 教育

### 高等学校

#### 廃校
- 県立
  - 群馬県立吾妻高等学校（2018年群馬県立中之条高等学校と統合し、群馬県立吾妻中央高等学校へ）

### 中学校
- 東吾妻町立東吾妻中学校（下記5校が統合）
  - 東吾妻町立岩島中学校
  - 東吾妻町立太田中学校
  - 東吾妻町立坂上中学校
  - 東吾妻町立原町中学校
  - 東吾妻町立東中学校

### 小学校
- 東吾妻町立岩島小学校
- 東吾妻町立太田小学校
- 東吾妻町立坂上小学校
- 東吾妻町立原町小学校
- 東吾妻町立東小学校

### 特別支援学校
- 群馬県立吾妻特別支援学校(高等部)

## 交通

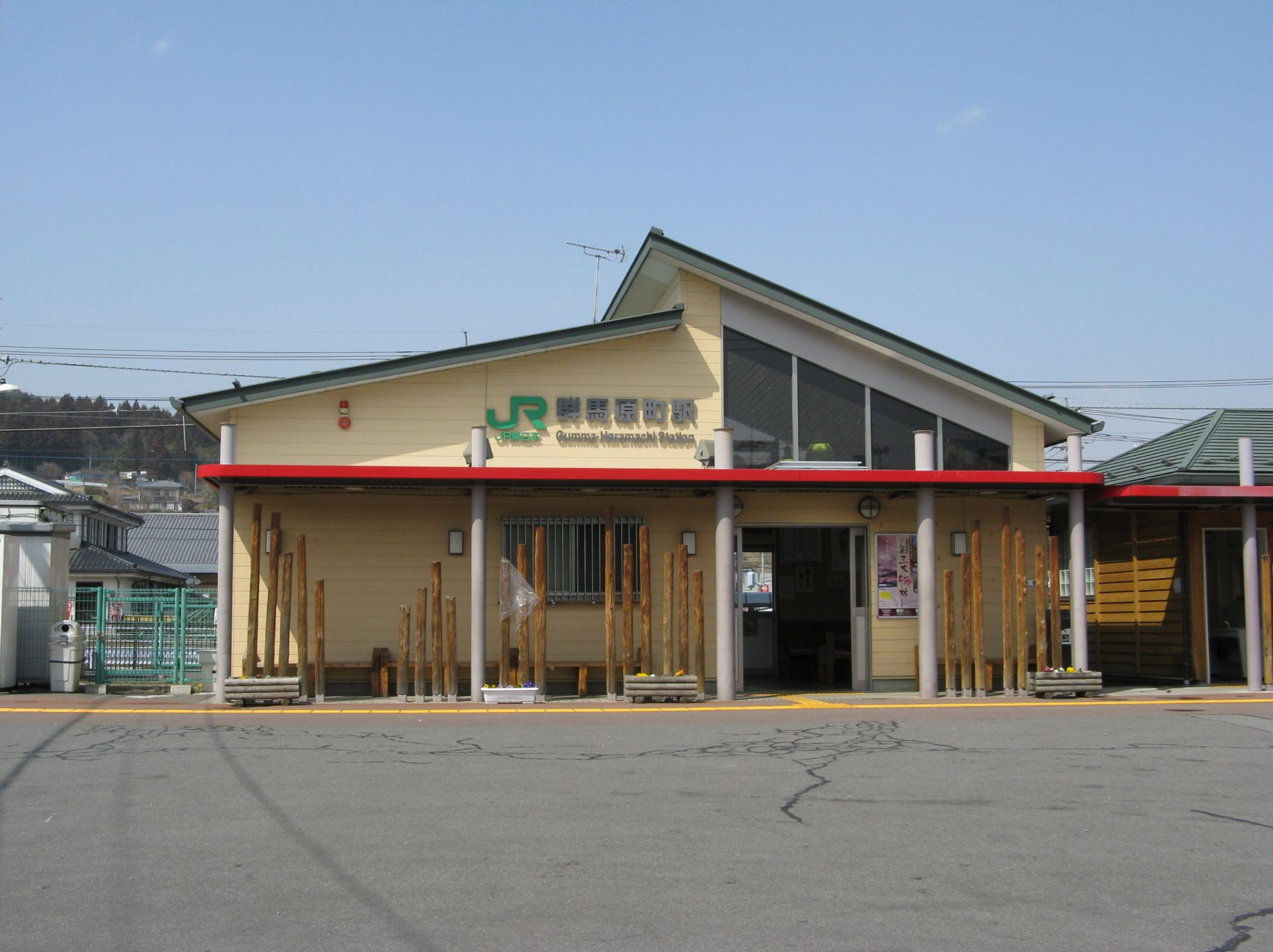
群馬原町駅

### 鉄道路線
東日本旅客鉄道
- 吾妻線：群馬原町駅 - 郷原駅 - 矢倉駅 - 岩島駅
- 中心となる駅：群馬原町駅

### バス
- 関越交通 東吾妻町乗合バス参照
- たかやまバス：原町ベイシア〜中之条駅〜中山本宿（高山村）

### 道路
高速道路
- 町内を走る高速道路はなく、関越自動車道渋川伊香保ICが最寄となる。後述の上信自動車道が全通すれば、高規格な道路で当町と渋川伊香保ICが直結される予定（2020年6月現在、一部区間のみ開通）

一般国道
- 地域高規格道路上信自動車道（国道353号・国道145号）
- 国道145号
- 国道406号

## 名所・旧跡・観光スポット・祭事・催事

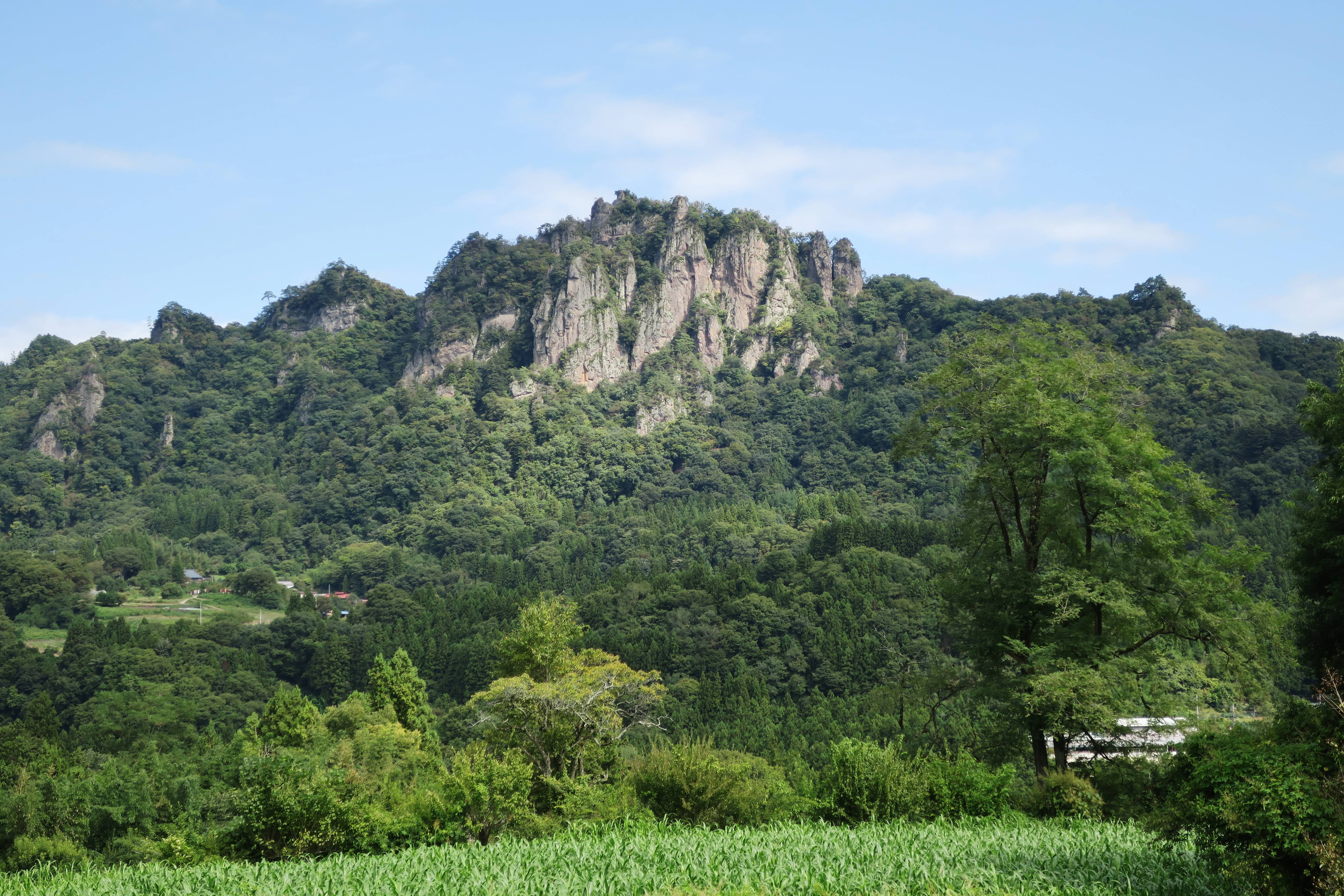
岩櫃山

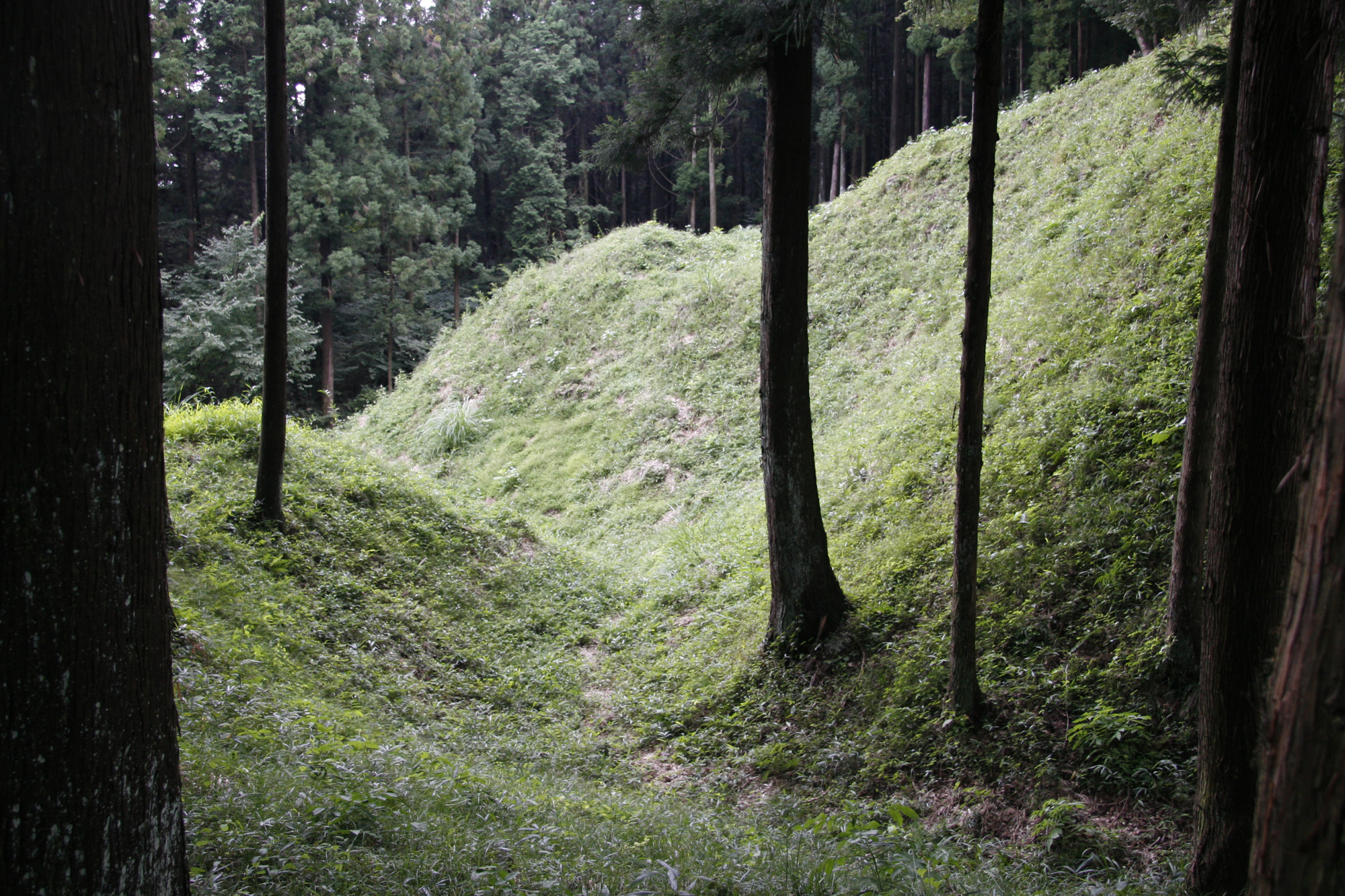
岩櫃城

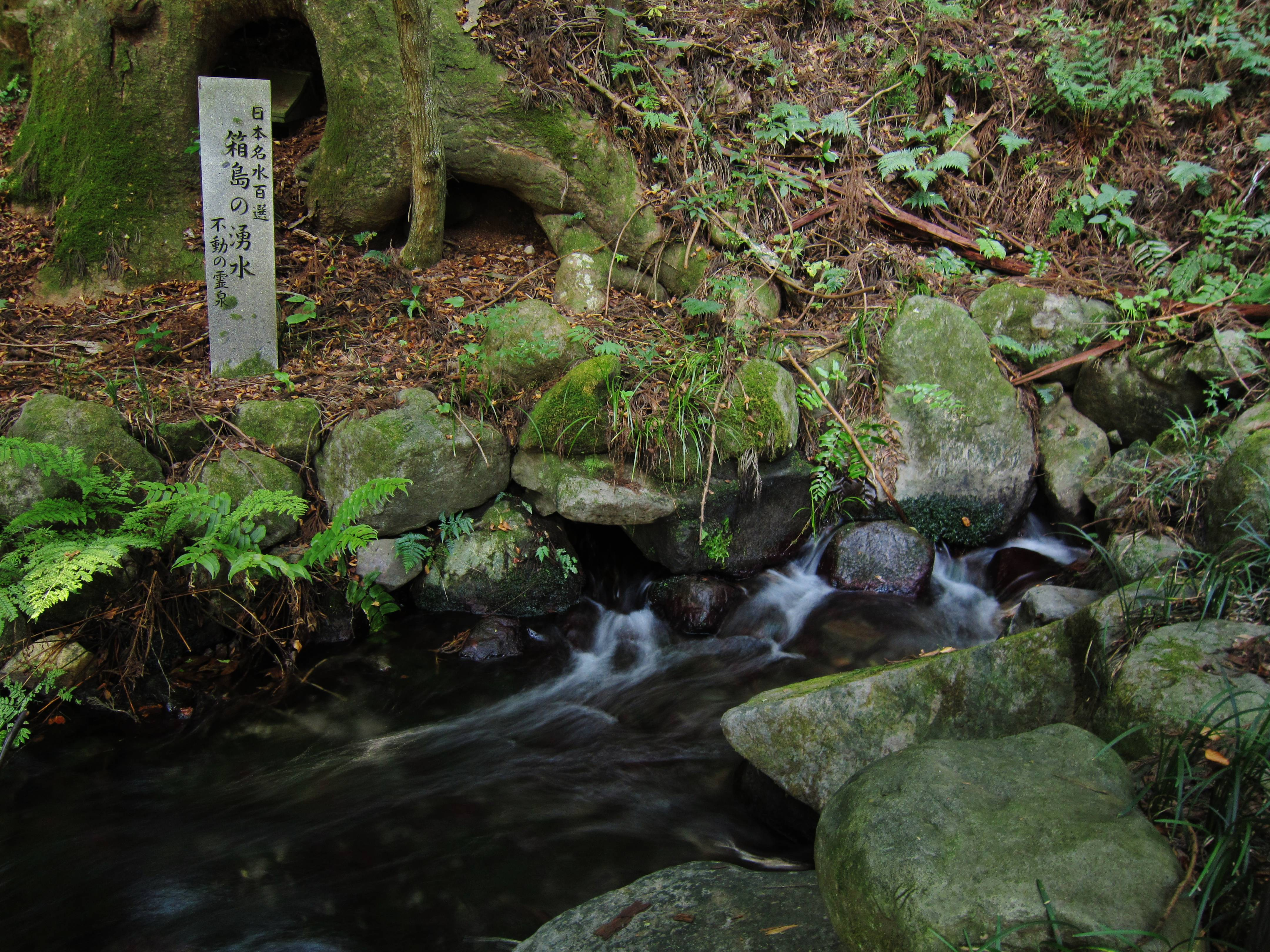
箱島湧水

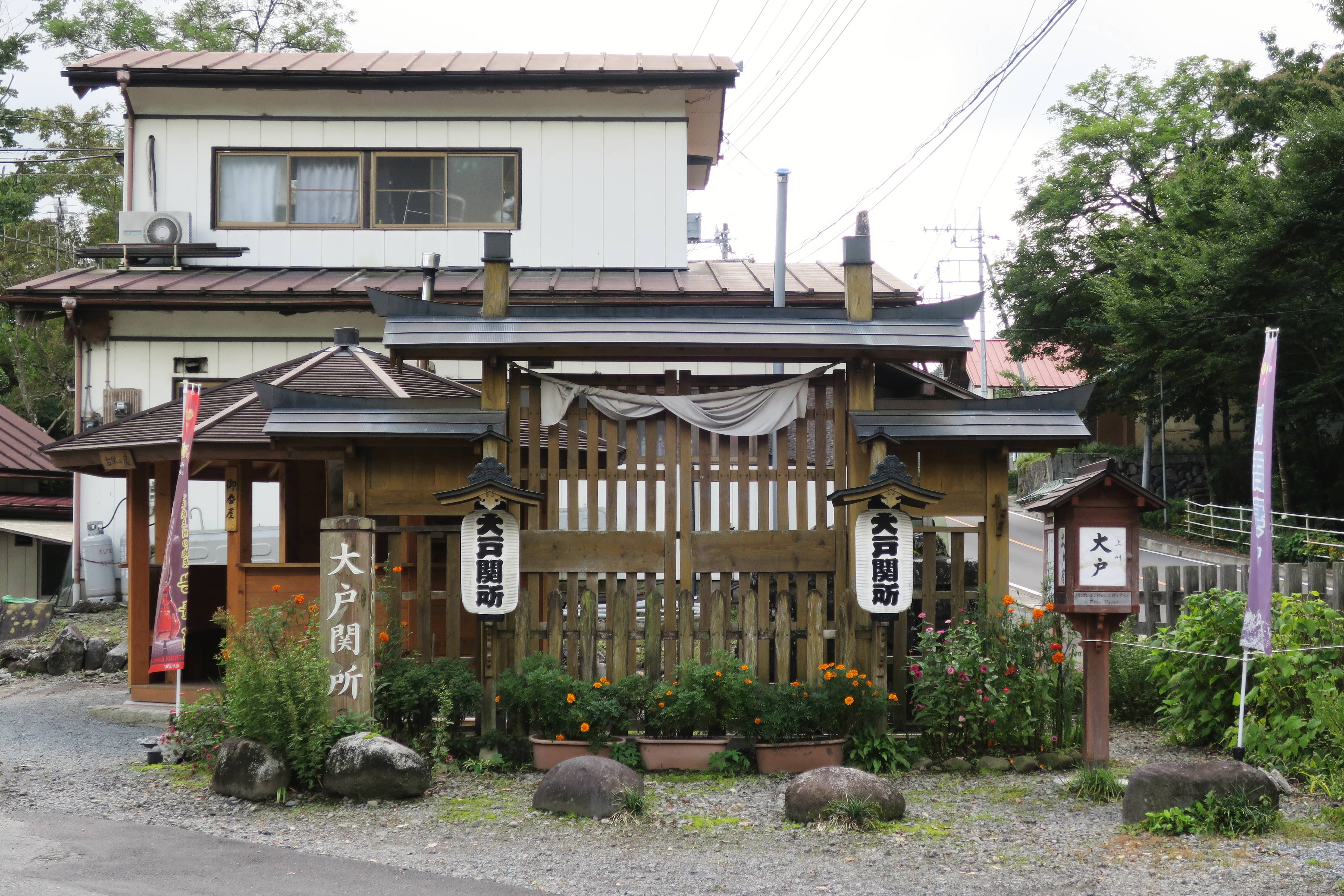
大戸関所

- 旧樽沢トンネル - 日本一短い鉄道トンネル（2014年八ツ場ダム工事に伴い廃止）
- 岩櫃城：戦国時代末期に上野国への進出を目指した真田氏にとって、その足掛かりとして重要な役割を果たした山城。真田氏は江戸時代前期（沼田藩主：真田信利）までこの地を治めた。
- コニファーいわびつ
- 上郷岡原遺跡
- 吾妻渓谷（吾妻峡）
- 郷原遺跡 - 1941年、ハート形土偶が出土した。
- 四戸古墳
- 岩下祇園祭
- 鳥追い（岩下地区の漆貝戸・天神・姉山地域）
- 原町の大ケヤキ - 国の天然記念物
- 蕨手刀（大宮巌鼓神社蔵） - 群馬県指定文化財
- 百八灯 - 岩島地区の伝統行事。お盆に108本の蝋燭を道に立て、死者を迎える。その模様は壮観で、県内外から多くの人が訪れる。
- 旧岩島第二小学校旧校舎 - 明治時代の木造建築、写真家などが来訪。
- 岩櫃ふれあいの郷
- 国民宿舎 榛名吾妻荘
- 温川キャンプ場
- いわびつ体験農園
- 箱島湧水
- かるた館 - 上毛かるた関連施設

### 温泉
- 川中温泉
- 松ノ湯温泉
- 浅間隠温泉郷
  - 温川温泉
  - 鳩の湯温泉
  - 薬師温泉
- あずま温泉桔梗館

## 出身有名人
- 一場靖弘[3]（元プロ野球選手・東京ヤクルトスワローズ・東北楽天ゴールデンイーグルス）
- 青栁博文[4]（高校野球指導者）
- 木檜三四郎（政治家：参議院仮議長・衆議院議員7期・参議院議員1期・群馬県議会議員6期）
- 小林宗作[5]（リトミック研究者・幼児教育研究家[5]）
- 菅谷勘三郎（政治家：群馬県議会議長・群馬県議会議員6期）
- 大塚榛山（日本画家、壁画修復家）
- 小淵洋一（城西大学教授）
- 渡仲三（元名古屋市立大学教授）
- 角田勝次[6]（バスケットボール選手・東京オリンピック（1964年）代表）[7]
- 一場武平（政治家）
- 仲間隼斗[8]（プロサッカー選手[8]・柏レイソル）
- 町田啓太[9]（俳優・劇団EXILE[10]）
- 島村幸大[11]（舞台俳優）
- 佐藤緑葉[12]（小説家、翻訳家）